# 可溶性インターロイキン-2受容体

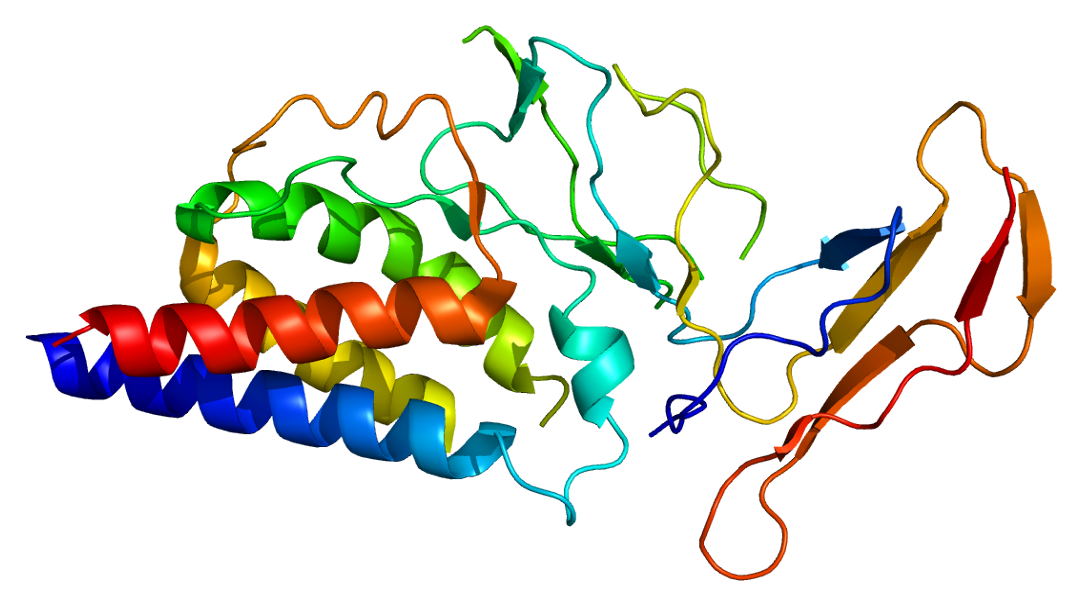
インターロイキン(IL)-2受容体α鎖

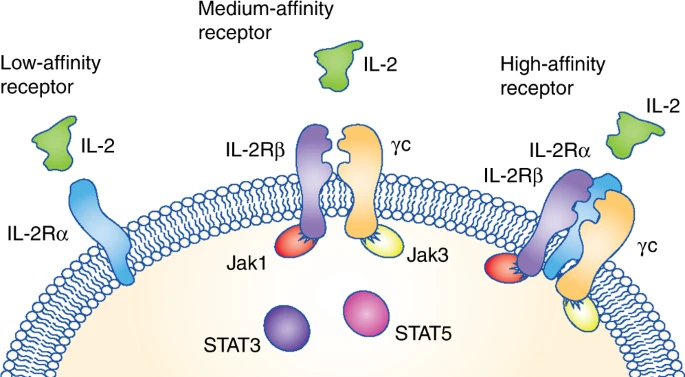
インターロイキン(IL)-2受容体：α鎖は単独でもIL-2との低親和性の結合能をもつが、細胞内への信号伝達は起こらない。β鎖とγ鎖は中等度の親和性をもってIL-2と結合する。α・β・γ鎖が複合するとIL-2に対する高親和性のレセプターを形成する。後の2者はいずれも細胞内信号伝達能をもつ。

可溶性インターロイキン-2受容体（かようせいインターロイキン-2じゅようたい、英語: soluble interleukin-2 receptor、略称：sIL2-R、可溶性インターロイキン-2レセプター）は、インターロイキン-2に対する受容体のサブユニットのα鎖（CD25）が可溶性分子として末梢血中に放出されたものである。
sIL2-RはT細胞などの活性化で血中に出現するため、免疫系の活性化のマーカーとなり、特に、血球貪食症候群などで著高値をとるため、診断の補助や経過のモニターに用いられる。
また、sIL2-Rは悪性リンパ腫（非ホジキンリンパ腫）や成人T細胞白血病で高値をとることから腫瘍マーカーとしても用いられる。

## 生理的意義

### インターロイキン-2（IL-2）
インターロイキン-2（IL-2）は主に免疫刺激を受けて活性化したT細胞が産生するサイトカインであり、T細胞の増殖と活性化、NK細胞の増殖と活性化、B細胞の増殖と抗体産生の促進、などの免疫活性化作用をもつ。また、制御性T細胞などを介する免疫寛容にも重要な役割を果たす。

### インターロイキン-2受容体（IL-2R）
IL-２の受容体（レセプター）には、α鎖（CD25）、β鎖（CD122）、γ鎖（CD132、共通γ鎖とも呼ばれる）の3つのサブユニットが知られており、これらの組み合わせで複数の形態をとる。
α鎖は単独でもIL-2との低親和性の結合能をもつが、細胞内への信号伝達能をもたない。単独のα鎖は主に樹状細胞に発現しており、IL-2とともに他の細胞の中親和性受容体に結合して活性化すると考えられている。
β鎖、γ鎖は、それぞれ単独ではIL-2との結合能をもたないが、β鎖とγ鎖のヘテロ二量体は中等度の親和性をもってIL-2と結合する受容体となる。中親和性受容体は通常型T細胞（conventional T cell）とNK細胞にみられる。
α・β・γ鎖の三者が複合するとIL-2に対する高親和性の受容体を構成する。高親和性の受容体は制御性T細胞に発現している。
中親和性受容体と高親和性受容体においては、β鎖がヤヌスキナーゼ1（JAK1）、γ鎖がヤヌスキナーゼ3（JAK3）を活性化することにより細胞内への信号伝達が起こる。

### 可溶性インターロイキン-2受容体（sIL-2R）
免疫学的に活性化された細胞の表面にはIL-2受容体（レセプター）が増加する。また、蛋白分解酵素により細胞膜に結合したα鎖の細胞外ドメインが切り出されて、分子量約40 kDaの可溶性分子として血中に移行するが、これが可溶性インターロイキン-2受容体（sIL-2R）である。
sIL-2Rは一般にT細胞活性化のマーカーと考えられているが、T細胞以外の活性化した免疫細胞（単球、樹状細胞、Bリンパ球など）もsIL-2Rを産生することが知られている。
可溶性インターロイキン-2受容体（sIL-2R）の生理的意義については十分には解明されていない。血中のIL-2と結合してIL-2のバイオアベイラビリティを減らすことによるIL-2の作用を抑制し、その一方で、β鎖とγ鎖により構成される中親和性のレセプターにIL-2とともに結合してIL-2の作用を増強するという、相反する作用が知られており、sIL-2Rの血中濃度、病態、関与する細胞種、などにより異なる作用を発揮すると考えられている。

## 検査の方法
可溶性インターロイキン-2受容体（sIL-2R）は、通常、静脈血血清を材料として、ELISA法（酵素結合免疫吸着検査法）、CLEIA法（化学発光酵素免疫測定法）、などの免疫学的検査法により測定される。

## 検査の意義
可溶性インターロイキン-2受容体（sIL-2R）は免疫系の活性化のマーカーであり疾患特異性はないが、
免疫細胞の活性化を特徴とする疾患で診断の補助や治療のモニターに使われる。
血球貪食症候群ではsIL-2Rは著高値をとることがあり、診断に有用である。サルコイドーシスなどの肉芽腫性疾患でもsIL-2Rがバイオマーカーとして用いられる。
また、悪性リンパ腫や成人T細胞白血病では腫瘍マーカーとして診断の補助と治療のモニターに用いられる。

### 悪性リンパ腫
悪性リンパ腫では、しばしば、sIL-2R高値がみられ、診断の補助に有用である。
一般に、腫瘍細胞にCD25（IL-2Rのα鎖）が発現しているT細胞性悪性リンパ腫のほうがB細胞性悪性リンパ腫よりもsIL-2R高値を呈する。
しかし、CD25が発現していないB細胞性悪性リンパ腫でもsIL-2R高値を呈することがあり、腫瘍細胞周囲の炎症の関与などが考えられているが、十分には解明されていない。
2,000 U/mLを超えるようなsIL-2R高値は非ホジキンリンパ腫の予後不良を示唆する。
なお、日本で腫瘍マーカーとしての使用が医療保険で認められているのは非ホジキンリンパ腫と成人T細胞白血病であるが、ホジキンリンパ腫（ホジキンリンパ腫の腫瘍細胞はB細胞に由来する。）でもsIL-2R高値はみられる。

### 成人T細胞白血病
成人T細胞白血病の腫瘍細胞はCD4、CD25陽性の末梢性T細胞であり、著しく高いsIL-2Rを呈することがある。
成人T細胞白血病の平均のsIL-2Rは、くすぶり型で1,680 U/mL、慢性型で6,680 U/mL、急性型で45,940 U/mL、リンパ腫型で34,620 U/mLであったと報告されている。

### 血球貪食症候群
血球貪食症候群はサイトカインストームによる免疫系の過剰刺激と多臓器障害を特徴とする病態である。過剰に活性化されたT細胞に由来すると考えられる著明なsIL-2Rの上昇がみられ、10,000 U/mLを超えることも珍しくない。sIL-2R高値は血球貪食症候群の診断基準の一つになっている。

### サルコイドーシス
サルコイドーシスはさまざまな臓器系統に肉芽腫が生じる病態であり、疾患の活動性や病変の進展により、sIL-2Rの中等度から高度の上昇（1,500 - 3,000 U/mL程度）がみられることがある。日本のサルコイドーシス診断基準にもsIL-2Rがとりいれられている。サルコイドーシスの診断に関して、sIL-2Rがアンギオテンシン変換酵素より優れているとの報告もある。

### 自己免疫疾患
自己免疫疾患では、軽度から中等度のsIL-2R上昇（700 - 1,500 U/mL程度）がみられることがある。
関節リウマチ、全身性エリテマトーデス（SLE）、若年性特発性関節炎、成人スティル病、多発血管炎性肉芽腫症などのANCA関連血管炎、IgG4関連疾患、多発性硬化症、1型糖尿病など、自己免疫の関与するとされる、さまざまな疾患でsIL-2Rの上昇が知られている。

### 悪性腫瘍
肝細胞癌などの非リンパ性の固形腫瘍でもsIL-2Rの高値が知られており、sIL-2Rの高値が予後不良に関連するとされる。その機序は十分には解明されていない（一部の固形腫瘍では腫瘍細胞によるsIL-2Rの産生がみられる）。

### 拒絶反応
臓器移植における拒絶反応や移植片対宿主病（GVHD）ではsIL-2Rの上昇がみられ、GVHDの早期発見や治療に有用な可能性がある。

### その他
その他、感染症、アレルギーなど、さまざまな病態でsIL-2Rの上昇がみられる。

## 基準値
可溶性インターロイキン-2受容体（sIL-2R）の基準値は、検査キット・施設により異なる。例をあげれば、220-530 U/mL、127-582 U/mL、ないし、122-496 U/mLとの記載がある。
悪性リンパ腫を診断するためのカットオフ値については、1946 U/mLとの報告がある。
また、頚部リンパ節腫脹患者における悪性リンパ腫のカットオフ値は、1,246 U/mLとの報告がある
血球貪食症候群を診断するためのカットオフ値については、2,515 U/mLとの報告がある。
また、2400 U/mL以下では血球貪食症候群は除外され、10,000 U/mL以上では血球貪食症候群を考慮すべき、ともされる。

## 限界
可溶性インターロイキン-2受容体（sIL-2R）は免疫系の活性化（T細胞の活性化）を反映する検査であり、疾患特異性に乏しい。
特に、腫瘍マーカーとしての使用においては、
成人T細胞白血病、悪性リンパ腫以外に、肺結核などの感染症、膠原病、サルコイドーシス、川崎病、自己免疫疾患、臓器移植後、リンパ系以外の悪性腫瘍、1型糖尿病、間質性肺炎、などさまざまな病態で高値（偽陽性）がみられる。一方で、上昇していないからといって悪性リンパ腫を否定することはできない。
生理的変動
年齢差については、ないとするものと、高齢者と小児は高値の傾向とするものがある。性差はない。腎不全では高値傾向となる。

## 関連する検査
- 乳酸デヒドロゲナーゼ（LD）：悪性リンパ腫など造血器腫瘍で高値をとる。
- チミジンキナーゼ：造血器腫瘍の腫瘍マーカーとして用いられる。